# Belém
Belém este un municipiu brazilian, capitala statului Pará (PA), Brazilia.
Aparține mesoregiunii municipale Belem, și microregiunii Belem. Situat în regiunea Nord a Braziliei, la o distanță de 2.140 kilometri de capitală.
Cu o populație de 1.439.561 locuitori, Belem, este al doilea oraș ca mărime, în zona Nord, și al unsprezecelea în Brazilia.

## Istoric
Orașul Belem a fost fondat în apropierea unui cătun al indigenilor Xucurus. Implantarea nucleului municipiului datează din perioada cuceririi izvoarelor Amazonului de forțele luso-spaniole în timpul Dinastiei Filipine (Habsburg). Sub comanda căpitanului Francisco Caldeira Castelo Branco a fost fondat fortul Persepio pe 12 ianuarie 1616. Comunitatea civilă formată la adăpostul fortului s-a numit inițial Feliz Lusitânia. Situat la distanță mare de nucleele urbane actuale, cu puternic atașament față de Portugalia, Belem recunoaște independența Braziliei față de Portugalia pe 15 august 1823, aproape un an după proclamare.

## Personalități născute aici
- João Clemente Baena Soares (1931-2023), diplomat
- Olga Savary (1933-2020), scriitoare

1. ↑   https://www.bol.uol.com.br/listas/acai-jambu-e-a-amazonia-10-curiosidades-sobre-o-para.htm Lipsește sau este vid: |title= (ajutor)